# Deutscher Kinderhörbuchpreis BEO
Der Deutsche Kinderhörbuchpreis BEO ist ein deutscher Literaturpreis, der seit 2013 für kindgerechte Hörbücher verliehen wird. Im Jahr 2019 wird aufgrund der Liquidation des Trägervereins Kinder hören e. V. kein Preis vergeben.
Auszeichnungen werden in drei Alterskategorien (Kategorie I: 4–6 Jahre; Kategorie II: 7–11 Jahre; Kategorie III: ab 12 Jahre) vergeben. Außerdem gibt es jeweils einen von einer Kinderjury vergebenen Preis sowie wechselnde Sonderpreise.
Die Preise der Alterskategorien waren zuletzt mit jeweils 5000 Euro, die Kinderjury- und Sonderpreise mit jeweils 3000 Euro dotiert. Preisträger sind in den Alterskategorien die Interpreten und/oder die Regie. Preisträger des Kinderjury-Preises sind die Interpreten, die im Rahmen eines Schülerprojekts jährlich von einer Schüler- oder Kindergruppe ermittelt werden.
Der Name des Preises bezieht sich auf den Vogel Beo und dessen außergewöhnliches Sprachtalent.

## Preisträger

### 2018
- Kategorie I (4–6 Jahre): Megumi Iwasa: Viele Grüße, Deine Giraffe. Aus dem Japanischen von Ursula Gräfe. sauerländer audio, ISBN 978-3-8398-4900-2.
  - Interpreten: Christian Steyer, Ilka Teichmüller, Marian Funk, Jens Wawrczeck, Otto Mellies und Katharina Thalbach
  - Regisseur: Dirk Kauffels
- Kategorie II (7–11 Jahre): Peter Brown: Das Wunder der wilden Insel. Aus dem Amerikanischen von Uwe-Michael Gutzschhahn. Der Audio Verlag, ISBN 978-3-7424-0240-0.
  - Interpret: Stefan Kaminski
- Kategorie III (ab 12 Jahre): Lea-Lina Oppermann: Was wir dachten, was wir taten. HÖRCOMPANY, ISBN 978-3-945709-52-8.
  - Interpreten: Birte Schnöink, Julian Greis und Sebastian Rudolph
- Sonderpreis Bester Kindersprecher: Angela Gerrits: Die Nanny-App. sauerländer audio / hr2-Kultur / BR Bayern 2, ISBN 978-3-8398-4917-0.
  - Kindersprecher: Jakob Roden, Elias Huber, Lou Tillmanns und Ben Koch
- Preis der Kinderjury Evangelische IGS Wunstorf: Peter Brown: Das Wunder der wilden Insel. Aus dem Amerikanischen von Uwe-Michael Gutzschhahn. Der Audio Verlag, ISBN 978-3-7424-0240-0.
  - Interpret: Stefan Kaminski

### 2017
- Kategorie I (4–6 Jahre): Torben Kuhlmann: Armstrong. Die abenteuerliche Reise einer Maus zum Mond. Der Hörverlag / hr2-Kultur, ISBN 978-3-8445-2340-9.
  - Interpret: Bastian Pastewka
  - Regisseurin: Marlene Breuer
  - Bearbeitung: Gudrun Hartmann
  - Dramaturgie: Stefanie Hatz
- Kategorie II (7–11 Jahre): Alex Gino: George. Aus dem Amerikanischen von Alexandra Ernst. sauerländer audio, ISBN 978-3-8398-4861-6.
  - Interpret: Julian Greis
- Kategorie III (ab 12 Jahre): Elisabeth Herrmann: Die Mühle. Der Hörverlag, ISBN 978-3-8445-2320-1.
  - Interpretin: Laura Maire
- Sonderpreis Bester Klassiker: Oscar Wilde: Das Gespenst von Canterville. Aus dem Englischen von Wolf Harranth. headroom / SWR / DLR / hr2, NDR, WDR, ISBN 978-3-934887-55-8.
  - Interpreten: Peter Fricke, Laura Maire und Stefan Kaminski
  - Komposition: Henrik Albrecht
- Preis der Kinderjury Schule Kielortallee Hamburg: Knut Krüger: Nur mal schnell das Mammut retten. Silberfisch, ISBN 978-3-86742-319-9.
  - Interpret: Andreas Fröhlich

### 2016
- Kategorie I (0–6 Jahre): Torben Kuhlmann: Lindbergh. Die abenteuerliche Geschichte einer fliegenden Maus. Der Hörverlag / hr2-Kultur, ISBN 978-3-8445-1961-7.
  - Interpret: Bastian Pastewka
  - Regisseurin: Marlene Breuer
- Kategorie II (7–11 Jahre): Jory John, Mac Barnett: Miles & Niles. Hirnzellen im Hinterhalt. Aus dem Englischen von Alexandra Ernst. Der Hörverlag, ISBN 978-3-8445-1928-0.
  - Interpret: Christoph Maria Herbst
- Kategorie III (ab 12 Jahre): B. E. Hassell, M. H. Magnadottir: Dämmerhöhe. Lautlos. Aus dem Isländischen von Anika Wolf. audiolino, ISBN 978-3-86737-235-0.
  - Interpretin: Sandra Keck
  - Regisseur: Rainer Gussek
- Sonderpreis Bestes Hörspiel für Kinder/Jugendliche: Cornelia Funke: Tintentod. Das Hörspiel. Oetinger audio, ISBN 978-3-8373-0867-9.
  - Hörspielkreative: Cornelia Funke, Frank Gustavus, Jan-Peter Pflug, Kay Poppe, Christiane Krah und Helena Thiemann
- Preis der Kinderjury Freie Montessori Schule Berlin: Anne Fine: Tagebuch einer Killerkatze. Aus dem Englischen von Barbara Heller. Oetinger audio, ISBN 978-3-8373-0897-6.
  - Interpretin: Mechthild Großmann

### 2015
- Kategorie I (0–6 Jahre): Ulf Nilsson: Kommissar Gordon. Der erste Fall. Aus dem Schwedischen von Ole Könnecke. headroom, ISBN 978-3-942175-46-3.
  - Interpreten: Ulrich Noethen, Udo Kroschwald und Lotta Doll
- Kategorie II (7–11 Jahre): Bertrand Santini: Der Yark. Aus dem Französischen von Edmund Jacoby. sauerländer audio, ISBN 978-3-8398-4694-0.
  - Interpretin: Mechthild Großmann
- Kategorie III (ab 12 Jahre): Brian Conaghan: Jetzt spricht Dylan Mint und Mr Dog hält die Klappe. Aus dem Englischen von Michael Kellner. Oetinger audio, ISBN 978-3-8373-0826-6.
  - Interpret: Martin Baltscheit
- Sonderpreis Bestes Sound Design: Karlheinz Koinegg: Die Schule der Weihnachtsmänner. Der Hörverlag / WDR, ISBN 978-3-8445-1579-4.
  - Sound Design: Henning Schmitz, Martin Zylka und Gerrit Booms
- Preis der Kinderjury Kronach-Grundschule, Berlin-Lichterfelde: Ryan Gebhart: Bärenschwur. Aus dem Englischen von Eike Schönfeld. Silberfisch, ISBN 978-3-86742-543-8
  - Interpret: Sebastian Rudolph

### 2014
- Kategorie I (0–6 Jahre): Anu Stohner: Die kleine Schusselhexe und der Zauberer. Igel Records, ISBN 978-3-7313-1024-2.
  - Interpret: Friedhelm Ptok
- Kategorie II (7–11 Jahre): Finn-Ole Heinrich: Die erstaunlichen Abenteuer der Maulina Schmitt – Mein kaputtes Königreich. HÖRCOMPANY, ISBN 978-3-942587-59-4.
  - Interpretin: Sandra Hüller
- Kategorie III (ab 12 Jahre): Eric Knight: Lassie kehrt zurück. Aus dem Amerikanischen von Annie Keller. headroom / Edition AUDOBA, ISBN 978-3-942175-40-1.
  - Interpret: Jens Wawrczeck
- Sonderpreis Bestes Sachhörbuch für Kinder gestiftet von GEOlino: Robert Steudtner: Antoine de Saint-Exupéry. Vom Himmel zu den Sternen. headroom, ISBN 978-3-942175-37-1.
  - Autor: Robert Steudtner
  - Regisseurin: Theresia Singer
- Preis der Kinderjury Herman-Nohl-Schule, Berlin-Neukölln: Guy Bass: Stichkopf und der Scheusalfinder. Aus dem Englischen von Salah Naoura. sauerländer audio, ISBN 978-3-8398-4667-4.
  - Interpret: Katharina Thalbach

### 2013
- Kategorie I (0–6 Jahre): Rotraut Susanne Berner: Frühlings-Wimmel-Hinhörbuch. Gerstenberg, ISBN 978-3-8369-5724-3.
  - Konzept und (Lied-)Texte: Ebi Naumann
- Kategorie II (7–11 Jahre): Raquel J. Palacio: Wunder. Aus dem Englischen von André Mumot. Silberfisch, ISBN 978-3-86742-702-9.
  - Interpreten: Andreas Steinhöfel und das gesamte Ensemble
  - Regisseurinnen: Gabriele Kreis und Margrit Osterwold
- Kategorie III (ab 12 Jahre): Timothée de Fombelle: Vango – Zwischen Himmel und Erde. Aus dem Französischen von Tobias Scheffel und Sabine Grebing. Hörcompany, ISBN 978-3-942587-50-1.
  - Interpret: Rainer Strecker
  - Regisseurin und Textbearbeiterin: Angelika Schaack
- Sonderpreis Musik im Kinderhörbuch: Charles Dickens: A Christmas Carol. Eine Weihnachtsgeschichte. Orchesterhörspiel von Henrik Albrecht. headroom, ISBN 978-3-942175-27-2
  - Komponist: Henrik Albrecht
- Preis der Kinderjury ALTANA Kulturstiftung: Raquel J. Palacio: Wunder. Aus dem Englischen von André Mumot. Silberfisch, ISBN 978-3-86742-702-9.
  - Interpreten: Andreas Steinhöfel und das gesamte Ensemble
  - Regisseurinnen: Gabriele Kreis und Margrit Osterwold